# اف‌بی‌آی
ادارهٔ تحقیقات فدرال (به انگلیسی: Federal Bureau of Investigation) با سرواژه اف‌بی‌آی (به انگلیسی: FBI) سازمان اطلاعات داخلی و امنیتی ایالات متحدهٔ آمریکا و اصلی‌ترین سازمان فدرال اجرای قانون این کشور است. این سازمان که تحت حوزهٔ صلاحیت وزارت دادگستری ایالات متحدهٔ آمریکا فعالیت می‌کند، عضوی از جامعهٔ اطلاعاتی ایالات متحدهٔ آمریکا نیز هست و به دادستان کل ایالات متحدهٔ آمریکا و اداره‌کنندهٔ اطلاعات ملی گزارش می‌دهد. اف‌بی‌آی به عنوان یک سازمان پیشرو در حوزهٔ ضد تروریسم، ضداطلاعات و تحقیقات جنایی، صلاحیت رسیدگی به تخلفات بیش از ۲۰۰ دسته از جرم‌های فدرال را دارد.
اگرچه بسیاری از فعالیت‌های اف‌بی‌آی منحصر به فرد هستند اما کارهایی از آن که در حمایت از امنیت ملی انجام می‌شود قابل مقایسه با فعالیت‌های اِم آی سیکس بریتانیا و سرویس امنیت فدرال روسیه است. برخلاف آژانس اطلاعات مرکزی (سیا) که قدرت اجرای قانون ندارد و بر جمع‌آوری اطلاعات در خارج از کشور متمرکز است، اف‌بی‌آی در درجهٔ اول یک سازمان داخلی، با ۵۶ دفاتر میدانی در شهرهای بزرگ در سراسر ایالات متحده و بیش از ۴۰۰ آژانس مقیم در شهرها و مناطق کوچک‌تر در سراسر کشور است. در یک دفتر محلی اف‌بی‌آی، یک مأمور ارشد اف‌بی‌آی به‌طور همزمان به عنوان نمایندهٔ اداره‌کنندهٔ اطلاعات ملی فعالیت می‌کند.
با وجود تمرکز داخلی، اف‌بی‌آی همچنین فعالیت بین‌المللی چشمگیری دارد. این سازمان دارای ۶۰ دفتر وابستهٔ حقوقی (LEGAT) و ۱۵ دفتر زیرمجموعه در وابسته‌های دیپلماتیک ایالات متحده آمریکا در سراسر جهان است. این دفاتر خارجی در درجهٔ اول به منظور هماهنگی با سرویس‌های امنیتی خارجی وجود دارند و معمولاً در کشورهای میزبان عملیات یک جانبه انجام نمی‌دهند. اف‌بی‌آی می‌تواند و در برخی مواقع عملیات پنهانی را در خارج از کشور انجام می‌دهد. همان‌طور که آژانس اطلاعات مرکزی عملکرد داخلی محدودی دارد. این فعالیت‌ها به‌طور کلی نیاز به هماهنگی بین سازمان‌های دولتی دارد.
ادارهٔ تحقیقات فدرال در سال ۱۹۰۸ به نام ادارهٔ تحقیقات (BOI یا BI) بنیان‌گذاری شد. نام این سازمان در سال ۱۹۳۵ به ادارهٔ تحقیقات فدرال تغییر یافت. دفتر مرکزی اف‌بی‌آی در ساختمان جی. ادگار هوور در شهر واشینگتن، دی.سی. واقع شده است.

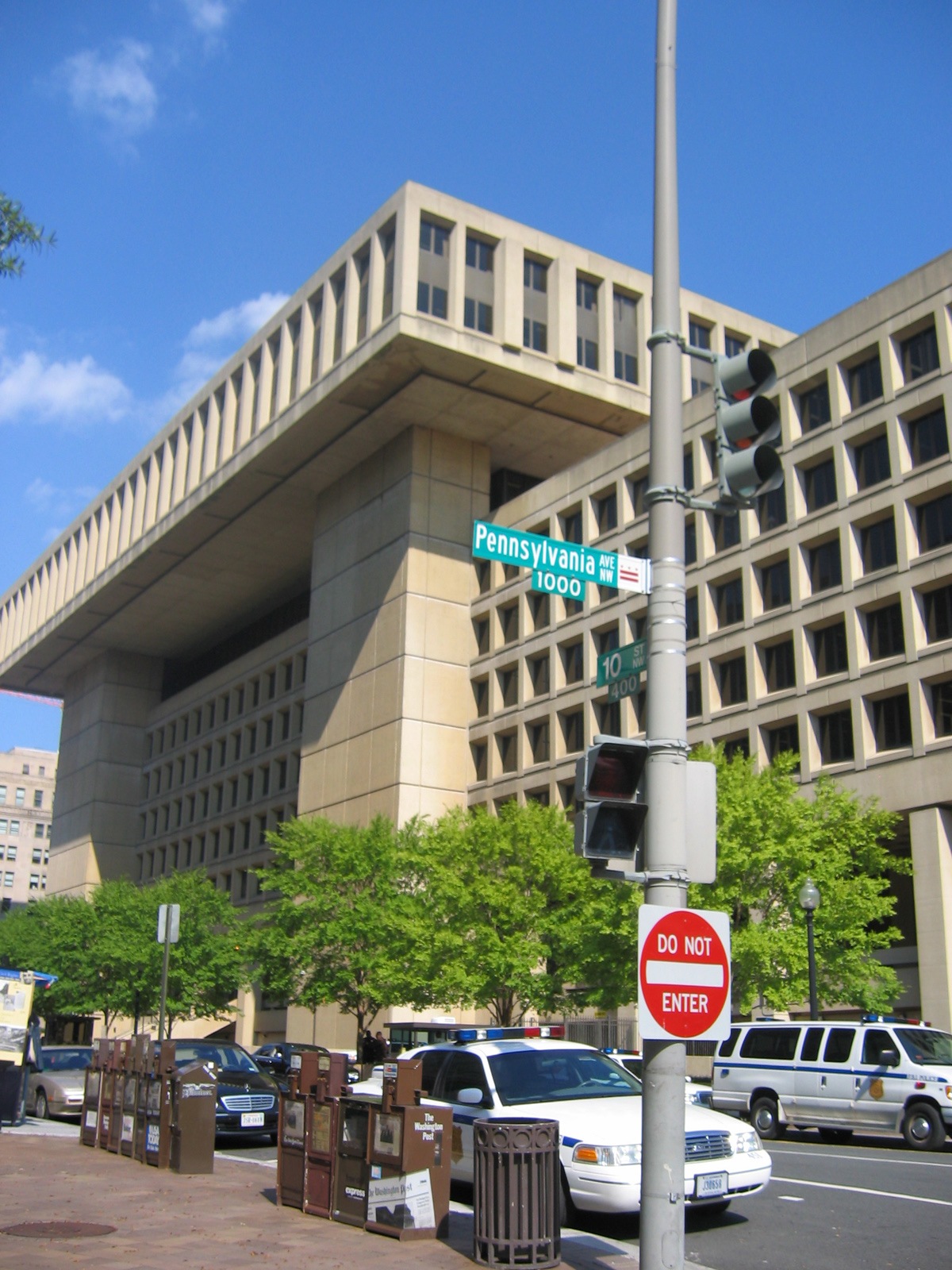
ستاد اف‌بی‌آی در ساختمان جی. ادگار هوور در شهر واشینگتن، دی.سی.

## بودجه، مأموریت و ساختار
بودجهٔ ادارهٔ تحقیقات فدرال در سال مالی ۲۰۱۹ نزدیک به ۹٬۶ میلیارد دلار بوده است.
هدف اصلی این اداره، محافظت و دفاع از ایالات متحده، برقراری و اجرای قوانین جنایی ایالات متحده و ارائهٔ راهنمایی و خدمات عدالت جنایی به سازمان‌ها و همکاران فدرال، ایالتی، شهری و بین‌المللی خود است.
هم‌اکنون، اولویت‌های ادارهٔ تحقیقات فدرال به شرح زیر هستند:
1. حفاظت از ایالات متحده در برابر حملات تروریستی
2. محافظت از ایالات متحده در برابر عملیات‌های اطلاعاتی خارجی و جاسوسی
3. محافظت از ایالات متحده در برابر حمله‌های سایبری و جرائم فناوری پیشرفته
4. مبارزه با فساد سیاسی در همهٔ سطوح
5. حفاظت از حقوق مدنی و سیاسی
6. مبارزه با سازمان‌ها و گروه‌های جنایی ملی و فراملی
7. مبارزه با جرائم یقه‌سفید کلان
8. مبارزه با جرائم خشن
9. حمایت از سازمان‌ها و همکاران فدرال، ایالتی، محلی و بین‌المللی
10. بالابردن فناوری برای توانایی ساخت و کمک به اجرای موفق مأموریت‌های نوشته شده در بالا

## ساختار

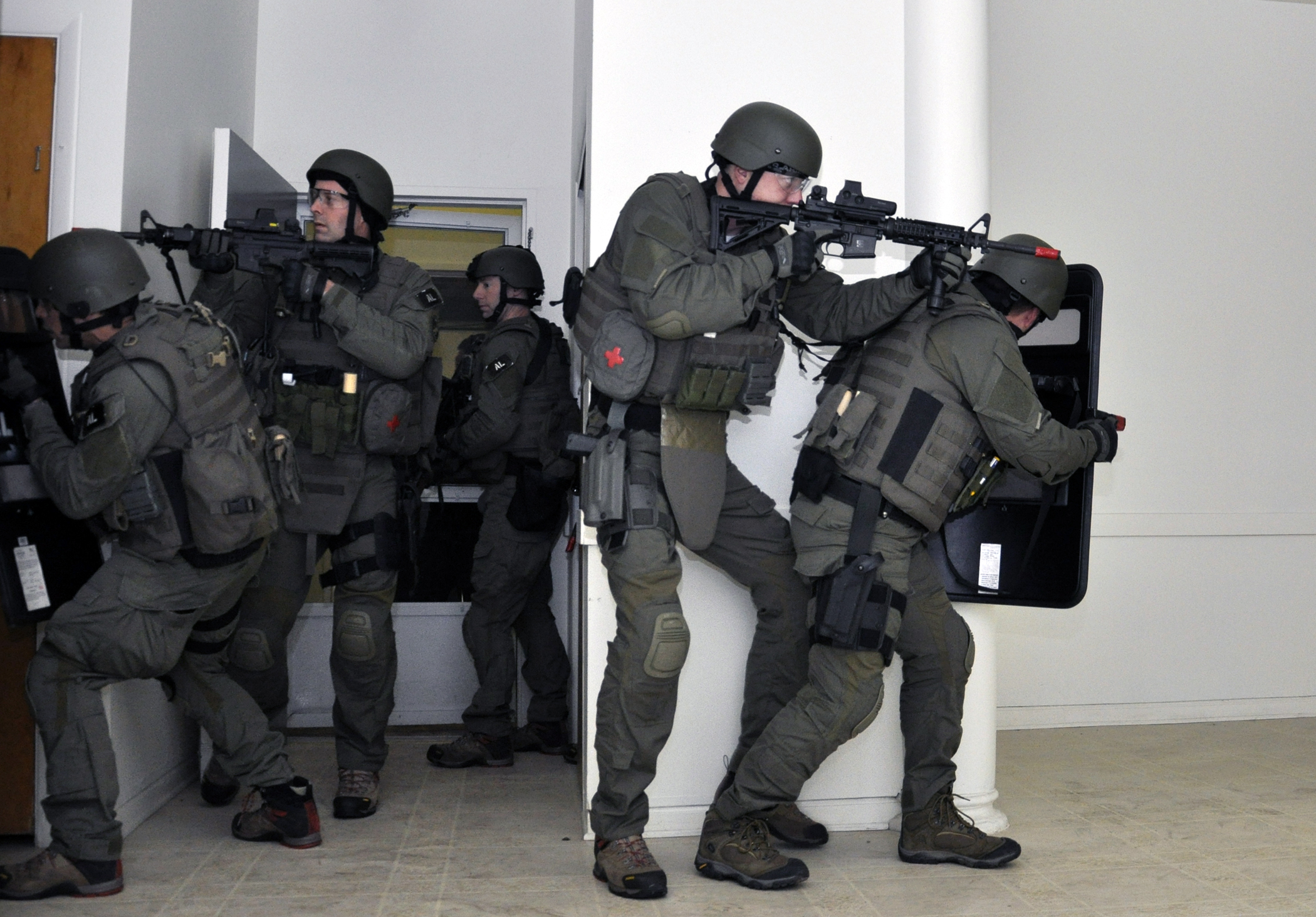
نیروهای سوات اف‌بی‌آی در یک تمرین نمایشی

اف‌بی‌آی بخشی از وزارت دادگستری آمریکا است که به واسطهٔ دادستان تحت نظر دادستان کل آمریکا فعالیت می‌کند و مأمورانی برای اجرای قوانین فدرال در اختیار دارد (قسمت‌های ۵۳۳، ۵۳۴، سند ۲۸ از مجموعه قوانین آمریکا). با این‌حال، دادستان کل آمریکا مستقیماً بر اف‌بی‌آی اعمال قدرت نمی‌کند. این کار از وظایف بازرس کل است. تا سال ۲۰۰۲ میلادی بازرس کل می‌توانست از اف‌بی‌آی بازرسی کند که البته مشروط به اجازهٔ دادستان کل بود. اما به دنبال چندین رسوایی در سال ۲۰۰۱ میلادی از جمله آشکار شدن این مورد که مأمور رابرت هنسن اسرار ایالات متحده را برای ۱۵ سال به اتحاد جماهیر شوروی سوسیالیستی می‌فروخته است کنگرهٔ ایالات متحدهٔ آمریکا به بازرس کل قدرت بیشتری داد. رئیس‌جمهور ایالات متحدهٔ آمریکا مدیریت کل اف‌بی‌آی را به مدت ۱۰ سال (یک دوره) تعیین می‌کند. چندین معاونت، پایین‌تر از مقام مدیر کل قرار دارند و یک مدیر اجرایی، هر یک از ۱۱ قسمت اف‌بی‌آی را سرپرستی می‌کند. این بخش‌ها به‌طور کلی منطبق بر بزه‌هایی هستند که اف‌بی‌آی مسئول رسیدگی به آن است. بخش فناوری اطلاعات، بخش ضدتروریسم از زیرمجموعه‌های اف‌بی‌آی هستند.